# USS Texas (SSN-775)
Техас — вторая подводная лодка ВМС США типа «Вирджиния».
Водоизмещение — 7925 тонн, длина 114,8 метров, максимальная ширина — 10,4 метра. В подводном положении «Техас» может развивать скорость более 25 узлов.
Окрещена в 2005 г., заложена 12 июля 2002 года, принята в состав подводных сил ВМС США 9 сентября 2006 года.
В октябре 2009 года при следовании с базы в Нью-Лондоне в свой новый порт приписки Перл-Харбор (Гавайи) «Техас» всплыла в непосредственной близости от Северного полюса.
Став первой АПЛ в своем классе, задействованной в Арктике. В надводном положении «Техас» оставалась 24 часа. По данным «The Globe and Mail» АПЛ «Вирджиния» не приспособлены к действиям в арктических водах и «Техас» предварительно прошёл адаптацию.
Летом 2011 года совершила заход в южнокорейский порт Пусан. Что вызвало гневную реакцию КНДР и было расценено как «очередная провокация в отношении народной республики».